# Molly Caudery
Molly Caudery (ur. 17 marca 2000 w Truro) – brytyjska lekkoatletka specjalizująca się w skoku o tyczce. Absolwentka Truro and Penwith College.

## Osiągnięcia
W 2024 roku, w Glasgow zdobyła złoty medal na halowych mistrzostwach świata w skoku o tyczce. Brązowy krążek w tej samej konkurencji zdobyła także na mistrzostwach Europy w Rzymie.

## Rekordy życiowe
- bieg na 100 m ppł – 15,4 s (Carn Brea, 13.05.2017) – bez pomiaru wiatru
- skok o tyczce – 4,92 m (Tuluza, 22.06.2024) – rekord Wielkiej Brytanii, 7. wynik w historii światowej lekkoatletyki
- skok w dal – 5,08 m (Yate, 30.04.2017) – bez pomiaru wiatru